# Архангельский, Иван Аркадьевич
Ива́н Арка́дьевич Арха́нгельский (1872 — не ранее 1918) — русский офицер, полковник (1916), герой Первой мировой войны, Георгиевский кавалер.

## Биография
Из потомственных дворян Курской губернии. Православного вероисповедания.
Общее образование получил в Курском реальном училище, не окончив его.
В июле 1890 года вступил в военную службу вольноопределяющимся 2-го разряда и был зачислен рядовым в 48-й пехотный Одесский полк (м. Меджибож Подольской губернии). В следующем году был произведен в унтер-офицеры и командирован затем на учёбу в Чугуевское пехотное юнкерское училище. По окончании училища по 2-му разряду отправлен в свой полк, — в звании подпрапорщика командовал взводом. В августе 1895 года был произведен в офицерский чин подпоручика; младший офицер роты.
За выслугу лет, в июле 1900 года произведен в поручики, в октябре 1904 года — в штабс-капитаны.
Участник Русско-японской войны. В феврале 1905 года штабс-капитан Архангельский был переведен в 9-й стрелковый полк (м. Жмеринка Подольской губернии), отмобилизованный и приведенный в военное положение, после чего отправленный на Дальний Восток, на театр военных действий. По прибытии в Маньчжурию, полк в составе 3-й стрелковой бригады был включён во 2-й Сводный стрелковый корпус, однако в сражениях участия не принимал и в следующем году был возвращён обратно в Жмеринку.
В марте 1908 года — произведен, за выслугу лет, в капитаны, с 16 марта 1908 года — командир 2-й роты 9-го стрелкового полка.
На январь 1914 года — был женат на уроженке Подольской губернии православного вероисповедания, имел дочь 1903 года рождения и двух сыновей–близнецов 1907 года рождения.
Участник Первой мировой войны. В войну вступил в июле 1914 года в составе своего 9-го стрелкового полка. Командовал ротой. Был ранен и 7 апреля 1915 года эвакуирован на лечение во Львов, в Иверский госпиталь Красного Креста имени Харитоненко, затем 11 апреля того же года эвакуирован в Жмеринку, на лечение по месту проживания.
В мае 1915 года, за отличия в делах против неприятеля, был произведен в подполковники. Командовал батальонами 9-го стрелкового полка (3-я стрелковая дивизия).
В июле 1916 года произведен в полковники
В мае 1917 года — назначен командиром 12-го стрелкового полка 3-й стрелковой дивизии. За годы войны был удостоен шести боевых наград, в том числе высших военных наград Российской империи для офицеров — ордена Святого Георгия 4-й степени и Георгиевского оружия.
Весной 1918 года, после заключения Брестского мира, кадровый состав полков украинизированной 3-й стрелковой дивизии возвратился на своё постоянное место дислокации (в Жмеринку), где на его основе была сформирована кадрированная пехотная дивизия вооружённых сил Украинской державы, одним из полков которой командовал, в чине полковника украинской армии, И. А. Архангельский.
Дальнейшая судьба Ивана Аркадьевича Архангельского (после ноября 1918 года) не известна.

## Награды
- Медаль «В память русско-японской войны» (1906)
- Орден Святого Станислава 3-й степени (утв. ВП от 27.04.1907), — «…за отлично-усердную службу и труды, понесённые во время военных действий»[10]
- Орден Святой Анны 3-й степени (06.12.1910; ВП от 31.03.1911)
- Медаль «В память 100-летия Отечественной войны 1812 года» (1912)
- Орден Святого Станислава 2-й степени  (ВП от 03.02.1913), — по Статуту: «…за доведение строевых частей до отличного состояния…»
- Медаль «В память 300-летия царствования Дома Романовых» (1913)
- Орден Святой Анны 4-й степени с надписью «За храбрость» (утв. ВП от 11.02.1915)[11]
- Орден Святого Владимира 4-й степени с мечами и бантом (ВП от 24.04.1915)[12]
- Мечи к ордену Святого Станислава 2-й степени  (ВП от 02.08.1915)[13]
- Орден Святого Георгия 4-й степени (30.10.1915; утв. ВП от 29.07.1916), — …за то, что, в бою 26 февраля сего года, командуя ротой при атаке укреплённой позиции противника у Смольника, воодушевил свою роту, довёл её до окопов, разрушив проволочные заграждения противника, ворвался в окопы, овладел ими и взял пленных. Затем бросился на Смольник, где стояли 2 тяжёлых орудия и, несмотря на картечный и оружейный огонь прикрытия, бросился на батарею и захватил одно тяжёлое орудие.[14][15]
- Орден Святой Анны 2-й степени с мечами (утв. ВП от 16.09.1916)
- Георгиевское оружие (утв. ПАФ от 07.07.1917), — …за то, что, состоя в рядах 9-го стрелкового полка, командуя отрядом из 2-х батальонов (всего около 1000 штыков) сего последнего полка, получив 10 декабря 1916 года приказание взять занятую противником дер. Гулянка, в ночь на 20 декабря, привёл в исполнение это приказание и, невзирая на сильнейший ружейный, пулемётный и артиллерийский огонь противника, лично повел с расстояния 250-300 шагов батальон в атаку с криком «ура», ворвался в деревню, где завязался рукопашный бой. В пять часов 20 декабря Гулянка была окончательно захвачена отрядом полковника Архангельского и закреплена за нами. Противнику были нанесены большие потери в личном составе и материальной части: было взято в плен 8 обер-офицеров, 2 врача, 289 здоровых солдат германцев, захвачено 5 орудий, 7 зарядных ящиков, 9 пулемётов, около 300 винтовок, около 70 разных повозок, свыше 200 лошадей и много разного имущества.[16]